# Cnemaspis pseudomcguirei
Espèce
Cnemaspis pseudomcguirei est une espèce de geckos de la famille des Gekkonidae.

## Répartition
Cette espèce est endémique du Bukit Larut au Perak en Malaisie.

## Description
Cnemaspis pseudomcguirei mesure, queue non comprise, jusqu'à 42,5 mm pour les mâles et jusqu'à 40,0 mm pour les femelles.

## Publication originale
- Grismer, Ahmad, Chan, Belabut, Muin, Wood & Grismer, 2009 : Two new diminutive species of Cnemaspis Strauch 1887 (Squamata: Gekkonidae) from Peninsular Malaysia. Zootaxa, n. 2019, p. 40-56.